# 臺中市北屯區僑孝國民小學
臺中市北屯區僑孝國民小學（簡稱僑孝國小）是位於臺灣臺中市北屯區的一間國民小學，鄰近松竹車站。

## 沿革
- 1955年9月1日，臺中市北屯區北屯國民學校（今臺中市北屯區北屯國民小學）設立臺中市北屯區北屯國民學校舊社分校。
- 1960年10月10日，獨立設校為臺中市北屯區僑孝國民學校。
- 1968年7月1日，因實施九年國民義務教育，更名為臺中市北屯區僑孝國民小學。
- 2001年2月2日，納莉颱風造成北棟教室地下室淹水，電氣、消防設備嚴重損壞，除針對設備損壞部分進行整修外，並整建校內排水系統。
- 2004年9月1日，榮獲教育部指定資訊典範學校。
- 2005年9月1日，榮獲春暉專案績優學校。

## 歷任校長
1. 林昭舜：1960年10月10日－1965年7月31日
2. 廖繼涯：1965年8月1日－1970年7月31日
3. 李汝浩：1970年8月1日－1975年12月31日
4. 薛惠美：1976年1月1日－1978年1月16日
5. 游木火：1978年6月1日－1982年7月31日
6. 廖繼霖：1982年8月1日－1992年7月31日
7. 黃忠洋：1992年8月1日－1996年7月31日
8. 邱明芳：1996年8月1日－2004年7月31日
9. 陳添成：2004年8月1日－2008年2月1日
  1. 魏玉縣：2008年2月2日－2008年7月31日（代理）
10. 蔡政明：2008年8月1日－2013年
11. 胡志道：2013年－2018年7月31日
12. 游榮祥：2018年8月1日－2024年7月31日
13. 游麗蓉：2024年8月1日－現任

## 學區
- 東光里（第16鄰）
- 舊社（第8－9、12、13、16－27、33鄰）
- 松茂里
- 松勇里
- 平興里[1]

## 外部連結
- 臺中市北屯區僑孝國民小學全球資訊網 （页面存档备份，存于）